# Pythodoros von Tralleis
Pythodoros von Tralleis (altgriechisch Πυθόδωρος Pythódōros; * ca. 70 v. Chr., † ca. 30 v. Chr.) war ein kleinasiatisch-griechischer Politiker im 1. Jahrhundert v. Chr. 

## Leben und Wirken
Pythodoros wurde in Nysa in Lydien (heute Aydın Siradağları) geboren, lebte und wirkte jedoch überwiegend in der bedeutenden Handelsstadt Tralleis (heute Ruinenstätte nördlich von Aydın).
Als Sohn des Chairemon und Enkel des Pythodoros, eines vermögenden Großgrundbesitzers, war er Mitglied des consilium des Prätors C. Cassius, dessen Heer er mit Proviant unterstützte.
Pythodoros floh bei Ausbruch des 1. Mithradatischen Krieges mit seinem Vater und seinem Bruder Pythion nach Rhodos, denn König Mithradates VI. hatte auf ihre Ergreifung bzw. Tötung eine Belohnung von je 40 bzw. 20 Talenten ausgesetzt.
Nach dem Mithradatischen Krieg lebte er in Tralleis und wurde Asiarch. Sein Vermögen soll sagenhafte 2000 Talente betragen haben. 
Als Freund des Pompeius Magnus verlor er unter Caesar sein Vermögen, konnte es aber zurückerwerben und seinen Kindern hinterlassen. Pythodoros heiratete vermutlich 36 v. Chr. Antonia, eine Tochter des Triumvirs Marcus Antonius, mit der er eine Tochter Pythodoris hatte, die später durch Heirat Königin von Pontos und von Kappadokien wurde.
Er starb vermutlich nach 28 v. Chr.